# Władysław Olewiński
Władysław Olewiński (ros. Владислав Иванович Олевинский, ur. 22 grudnia 1831?/3 stycznia 1832 w Żytomierzu, zm. 9 stycznia 1862 w Heidelbergu) – polski lekarz, chemik, przyjaciel Dmitrija Mendelejewa.

## Życiorys
Syn lekarza Jana Olewińskiego i Józefy z Burakińskich. Po ukończeniu w 1850 roku, ze złotym medalem, gimnazjum w Żytomierzu, podjął studia medyczne na Uniwersytecie św. Włodzimierza w Kijowie. 31 stycznia 1854 roku uzyskał cum eximia laude stopień lekarza. Mimo dobrych wyników w nauce, jako Polak nie otrzymał propozycji pozostania na uczelni – został natomiast skierowany do pracy w rosyjskiej flocie morskiej. Był w tym czasie ordynatorem Nikołajewskiego Szpitala Morskiego; za zasługi poczynione podczas wojny krymskiej odznaczono go brązowym medalem na „andriejewskiej" wstędze i nagrodzono roczną pensją. W kwietniu 1859 roku został delegowany na dwuletnią podróż naukową za granicę, później wydłużoną o kolejny rok. Olewiński zdecydował się uzupełniać studia w zakresie chemii na Uniwersytecie w Heidelbergu. Tam zaprzyjaźnił się z Mendelejewem, Aleksandrem Borodinem, Aleksandrem Butlerowem i innymi młodymi rosyjskimi uczonymi; polscy studenci uznali, że stroni od nich, i bojkotowali go.
Olewiński popełnił samobójstwo przez otrucie cyjankiem potasu. Pozostawił jedynie wiadomość, że przyczyną samobójstwa był strach przed władzą; przed śmiercią spalił swój dziennik laboratoryjny, pamiętnik i korespondencję. Sugerowano również, że przyczyną mogła być nieszczęśliwa miłość do ukraińskiej pisarki Marko Wowczok, konflikt z Mendelejewem i, przede wszystkim, ostracyzm ze strony Polaków. Został pochowany na katolickim cmentarzu w Heidelbergu 11 stycznia.
W Heidelbergu pracował w laboratorium Emila Erlenmeyera i Roberta Bunsena. W Paryżu kontynuował prace w Wyższej Szkole Medycznej pod kierunkiem Charlesa Adolphe′a Wurtza. W Paryżu wydał rozprawę, w której przedstawił teorię „atomowości” lub „atomiczności” pierwiastków. Na podstawie badań doświadczalnych, głównie reakcji dehydratacji i dehydrogenacji, próbował określić „granice związków organicznych”. Z korespondencji Mendelejewa i Olewińskiego wiadomo, że ten pierwszy miał pretensje o pierwszeństwo pojęcia teorii granic.

## Prace
- Ueber das chemische Verhalten der Metall-Aldehydate. Zeitschrift für Chemie und Pharmacie 4, s. 360–362, 1861
- Ueber die Wirkung des Benzoylchlorürs auf Natriumbenzylaldehydat. Zeitschrift für Chemie und Pharmacie 4, s. 625–626, 1861
- (Referat) Ueber die Einwirkung von Zn (Cn H2n+1)2 auf Cn H2n-1 Br. Zeitschrift für Chemie und Pharmacie 4, s. 673–674, 1861
- Sur l'atomicité des éléments et sur les limites des combinaisons chimiques. Paris: Impr. de Mallet-Bachelier, 1861